# Alegeri locale în Republica Moldova, 2011

Rezultatele pe fiecare unitate administrativ-teritorială

Alegerile locale în Republica Moldova din anul 2011 au avut loc pe data de 5 iunie. Conform Codului Electoral (art.119), primarii orașelor (municipiilor), sectoarelor, satelor (comunelor) și consilierii în consiliile raionale, orășenești (municipale) și sătești (comunale) se aleg prin vot universal, egal, direct, secret și liber exprimat, pentru un mandat de 4 ani. În cadrul scrutinului, urmau a fi aleși 898 de primari și 11.740 de consilieri raionali, municipali și locali. Pe teritoriul republicii au fost deschise 1.955 de secții de votare pentru cei peste 2,6 milioane de cetățeni cu drept de vot . Pentru alegerile locale au fost tipărite peste 7 milioane 400 de mii de buletine de vot, dintre care peste 5 milioane 700 de mii în limba română și peste 1 milion 700 de mii în limba rusă. Banii pentru tipărirea buletinelor sunt din bugetul pentru alegeri, care se ridică la 58 de milioane de lei .

## Reguli electorale
Pentru a se înscrie în cursă, candidații la funcțiile de primari în sate trebuie să colecteze nu mai puțin de 150 de semnături, iar pentru a candida la funcția de primar al capitalei - 10 mii de semnături.

## Sondaje
Asociația Sociologilor și Demografilor din Moldova a prezentat un alt sondaj realizat în Chișinău, pe un eșantion de 1000 de persoane, cu marja de eroare este de +/- 3%. Sondajul Barometrul Opiniei Publice a fost realizat de către Institutul de Politici Publice și Centrul de Analiză și investigații sociologice, politologice CIVIS și prezentat 30 mai 2011. Sondajul s-a efectuat pe un eșantion de 662 respondenți, cu o marjă de eroare de +/- 4% . 
Rezultatele sondajelor pentru funcția de primar al Chișinăului:
| Data            | Sondaj | Candidat        | Candidat   | Candidat         | Candidat      | Candidat    |
| Data            | Sondaj | Dorin Chirtoacă | Igor Dodon | Valentina Buliga | Victor Bodiu* | Maia Laguta |
| --------------- | ------ | --------------- | ---------- | ---------------- | ------------- | ----------- |
| 6 - 24 mai 2011 | BOP    | 39%             | 26%        | 4%               | 2%            | 1%          |
| 15-22 mai 2011  | ASDM   | 38,6%           | 36,5%      | 7,2%             | -             | -           |
| * - retras      |        |                 |            |                  |               |             |

Rezultatele sondajelor pentru Consiliul Municipal Chișinău:
| Data            | Sondaj | Partid | Partid | Partid | Partid | Partid |
| Data            | Sondaj | PCRM   | PL     | PLDM   | PDM    |        |
| --------------- | ------ | ------ | ------ | ------ | ------ | ------ |
| 6 - 24 mai 2011 | BOP    | 27%    | 25%    | 17%    | 6%     |        |
| 15-22 mai 2011  | ASDM   | 33%    | 22%    | 20%    | 8,8%   |        |

## Desfășurare
Secțiile de votare au fost deschise la ora 7.00 (ora locală). În primele ore incidente nu s-au înregistrat cu excepția cazului de la Corjova . Inițial, Comisia Electorală Centrală (CEC) a hotărât să deschidă secție de votare și în satul Corjova din stânga Nistruului luând, totuși, în calcul posibilitatea reamplasării secției, dacă securitatea membrilor biroului, a candidaților, dar și a alegătorilor va fi amenințată . În acest context, la 27 mai 2011 CEC-ul a transferat secția de votare pentru Corjova în satul Cocieiri . În dimineața zile de 5 iunie au fost tentative de a bloca accesul locuitorilor Corjovei spre secția de votare din Cocieri . În jurul orei 9, în urma intervenției Comisiei Unificate de Control, localitatea a fost deblocată .
Pînă la ora 9:00 au votat 150 781 din totalul de alegători înscriși în listele electorale. Cea mai înaltă rată de prezență la urne s-a înregistrat în raionul Dondușeni, de 9,78%. Cea mai scăzută rată de prezență la urne s-a înregistrat în raionul Ștefan Vodă, de 0,16%. În Chișinău au votat 2,95 %, în Bălți - 4,19 %, UTA Găgăuzia – 5,53 % .
La ora 12:00 s-au prezentat la urnele de vot 648 062 alegători. Cea mai înaltă rată de prezență la urne s-a înregistrat în raionul Dondușeni (34,00 %), iar cea mai mică în municipiul Bălți (17,19%). În mun. Chișinău rata de participare a atind nivelul de 20,81 % și în UTA Găgăuzia de 22,49 % 
După amiază, la ora 15:00 rata medie de participare la alegeri a ajuns la 35,54%. Cea mai joasă prezență la vot este la Bălți (26,88%), iar cea mai mare - la Dondușeni (47,78%). În Chișinău votase 216 798 alegători sau 35,28 %.
La ora 18:00 circa 45,78% din alegătorii (1 232 154 persoane)înscriși în listele de bază și-au exercitat dreptul de vot. Lideri la capitolul rată de participare la vot la această oră sunt Basarabeasca (participare de 56%) Ocnița (54,97%), Dondușeni (56,8%), Nisporeni (51,93%), Telenești (52,43%). Cei mai pasivi alegători sunt la Bălți (34,7%), Anenii Noi (40,5%), Cahul (41,46%) și în UTA Găgăuzia (41,85%) .

## Exit-poll
Exit-poll-ul s-a efectuat doar în Chișinău de CBS AXA, Institutul de Politici Publice, Institutul European de Studii Politice și ADEPT la comanda Publika TV . Marja de eroare constituie +/- 2%. Exit-poll-ul a fost realizat la 55 de secții din Chișinău, numărul de subiecți fiind de 6000 - 8000 .
Rezultatele exit-poll-ului pentru funcția de primar :
| Candidat                                          | Procente (%) |
| ------------------------------------------------- | ------------ |
| Dorin Chirtoacă (PL)                              | 53,1         |
| Igor Dodon (PCRM)                                 | 40,9         |
| Valentina Buliga (PDM)                            | 2,3          |
| Mihai Godea (candidat independent)                | 1,0          |
| Sergiu Coropceanu (PSDM)                          | 0,8          |
| Radu Bușilă (PPCD)                                | 0,4          |
| Oleg Onișcenco („Casa Noastră — Moldova”)         | 0,4          |
| Valerii Klimenco (Mișcarea „Ravnopravie”)         | 0,3          |
| Maia Laguta (Partidul „Patrioții Moldovei”)       | 0,3          |
| Marcel Darie (PLD)                                | 0,3          |
| Vitalia Pavlicenco (PNL)                          | 0,2          |
| Valeriu Pleșca (Blocul electoral „Forța a treia”) | 0,1          |
| Mihail Manoli (PPDM)                              | 0,1          |

Rezultatele exit-poll-ului pentru Consiliul Municipal Chișinău :
| Partid/Candidat        | Procente (%) | Mandate în consiliu |
| ---------------------- | ------------ | ------------------- |
| PCRM                   | 39,9         | 21                  |
| PL                     | 38,0         | 20                  |
| PLDM                   | 15,2         | 8                   |
| PDM                    | 3,0          | 2                   |
| PNL                    | 0,6          | 0                   |
| Mișcarea „Ravnopravie” | 0,4          | 0                   |
| Mihai Severovan        | 0,4          | 0                   |
| PPCD                   | 0,4          | 0                   |

## Rezultate

### Rezultatele alegerilor locale pe țară
Ponderea mandatelor la funcția de consilier în consiliile raionale și municipale obținute în cadrul alegerilor din 5 iunie 2011
     PCRM (38,75%)
     PLDM (26,79%)
     PD (20,18%)
     PL (11,61%)
     Candidati independenți (0,8%)
     Alți concurenți (1,87%)
Ponderea mandatelor la funcția de consilier în consilii orășenești și sătești obținute în cadrul alegerilor din 5 iunie 2011
     PCRM (32,37%)
     PLDM (28,59%)
     PD (21,29%)
     PL (10,93%)
     Candidati independenți (3,16%)
     Alți concurenți (3,66%)
Ponderea mandatelor la funcția de primar obținute în cadrul alegerilor din 5 și 19 iunie 2011
     PCRM (22,61%)
     PLDM (31,96%)
     PD (24,5%)
     PL (10,69%)
     Candidati independenți (7,68%)
     Alți concurenți (2,56%)
Rezultatele alegerilor locale din 5 iunie 2011 din Republica Moldova 
| Partide și coaliții | Partide și coaliții                            | Consilii raionale și municipale | %       | Locuri | Consilii orășenești și sătești | %       | Locuri | Primari | %       |
| ------------------- | ---------------------------------------------- | ------------------------------- | ------- | ------ | ------------------------------ | ------- | ------ | ------- | ------- |
|                     | Partidul Democrat din Moldova                  | 212.504                         | 15,41%  | 226    | 209.284                        | 18,84%  | 2263   | 220     | 24,50%  |
|                     | Partidul Comuniștilor din Republica Moldova    | 508.344                         | 36,86%  | 434    | 327.747                        | 29,50%  | 3441   | 203     | 22,61%  |
|                     | Partidul Socialist din Moldova                 | 108                             | 0,01%   | —      | 51                             | 0,00%   | —      | —       | —       |
|                     | Partidul Legii și Dreptății                    | 569                             | 0,04%   | —      | 197                            | 0,02%   | 2      | —       | —       |
|                     | Partidul Popular Creștin Democrat              | 16.053                          | 1,16%   | 5      | 12.389                         | 1,12%   | 75     | 6       | 0,67%   |
|                     | Partidul Liberal                               | 223.268                         | 16,19%  | 130    | 130.941                        | 11,79%  | 1162   | 96      | 10,96%  |
|                     | Partidul pentru Unirea Moldovei                | 287                             | 0,02%   | —      | 38                             | 0,00%   | —      | —       | —       |
|                     | Partidul Social Democrat                       | 12.426                          | 0,90%   | 6      | 10.834                         | 0,98%   | 58     | 2       | 0,22%   |
|                     | Partidul Socialiștilor din Republica Moldova   | 1.220                           | 0,09%   | —      | 1.847                          | 0,17%   | 11     | 2       | 0,22%   |
|                     | Mișcarea social-politică Ravnopravie           | 3.301                           | 0,22%   | —      | 1.679                          | 0,15%   | 6      | —       | —       |
|                     | Partidul Ecologist „Alianța Verde” din Moldova | 3.616                           | 0,26%   | 2      | 4.117                          | 0,37%   | 25     | 2       | 0,22%   |
|                     | Partidul Republican din Moldova                | 7.417                           | 0,54%   | 5      | 8.488                          | 0,76%   | 60     | 4       | 0,45%   |
|                     | Partidul Muncii                                | —                               | —       | —      | 662                            | 0,06%   | 6      | —       | —       |
|                     | Uniunea Centristă din Moldova                  | 634                             | 0,05%   | —      | 433                            | 0,04%   | 3      | —       | —       |
|                     | Partidul European                              | —                               | —       | —      | 385                            | 0,03%   | 3      | —       | —       |
|                     | Partidul Popular Democrat din Moldova          | 3.163                           | 0,23%   | —      | 2.469                          | 0,22%   | 5      | —       | —       |
|                     | Partidul Național Liberal                      | 8.794                           | 0,64%   | 1      | 7.262                          | 0,65%   | 38     | 4       | 0,45%   |
|                     | Partidul "Pentru Neam și Țară"                 | 2.947                           | 0,21%   | —      | 3.313                          | 0,30%   | 18     | 2       | 0,22%   |
|                     | Partidul Liberal Democrat din Moldova          | 312.011                         | 22,62%  | 300    | 281.667                        | 25,35%  | 3039   | 287     | 31,96%  |
|                     | Partidul "Patrioții Moldovei"                  | 858                             | 0,06%   | —      | 523                            | 0,05%   | 2      | —       | —       |
|                     | Partidul "Casa Noastră — Moldova"              | 645                             | 0,05%   | —      | 3.936                          | 0,35%   | 38     | —       | —       |
|                     | Blocul electoral "Forța a treia"               | 5.230                           | 0,38%   | 2      | 6.919                          | 0,62%   | 39     | 1       | 0,11%   |
|                     | Candidați independenți                         | 55.994                          | 4,06%   | 9      | 95.802                         | 8,62%   | 336    | 69      | 7,68%   |
| Total (procent %)   | Total (procent %)                              | 1.721.157                       | 100,00% | 1120   | 1.721.157                      | 100,00% | 10630  | 898     | 100,00% |
| Sursa: alegeri.md   |                                                |                                 |         |        |                                |         |        |         |         |

| Unitate Teritorială | Prezență | PCRM   | PLDM   | PL     | PDM    |
| ------------------- | -------- | ------ | ------ | ------ | ------ |
| Municipiul Bălți    | 42,36%   | 63,49% | 12,70% | 6,07%  | 5,33%  |
| Municipiul Chișinău | 57,02%   | 46,07% | 14,01% | 31,80% | 3,14%  |
| Anenii Noi          | 49,60%   | 39,60% | 21,71% | 13,41% | 12,33% |
| Basarabeasca        | 66,02%   | 40,87% | 17,39% | 2,25%  | 16,82% |
| Briceni             | 57,26%   | 39,86% | 29,94% | 6,30%  | 20,84% |
| Cahul               | 51,30%   | 37,88% | 23,37% | 11,59% | 15,67% |
| Cantemir            | 52,97%   | 34,64% | 25,88% | 19,49% | 15,43% |
| Călărași            | 49,51%   | 19,76% | 24,76% | 15,97% | 21,10% |
| Căușeni             | 50,98%   | 30,70% | 28,46% | 8,70%  | 17,07% |
| Cimișlia            | 52,41%   | 30,27% | 25,34% | 12,54% | 17,40% |
| Criuleni            | 58,64%   | 26,59% | 29,94% | 15,50% | 19,38% |
| Dondușeni           | 64,68%   | 48,13% | 22,42% | 6,63%  | 15,00% |
| Drochia             | 53,61%   | 41,58% | 25,84% | 4,90%  | 18,45% |
| Dubăsari            | 49,70%   | 55,40% | 18,18% | 8,23%  | 11,01% |
| Edineț              | 59,36%   | 46,77% | 16,27% | 5,18%  | 29,59% |
| Fălești             | 52,39%   | 39,82% | 25,25% | 6,34%  | 21,01% |
| Florești            | 57,34%   | 41,58% | 23,12% | 7,72%  | 23,27% |
| Glodeni             | 54,59%   | 32,77% | 25,40% | 8,53%  | 20,96% |
| Hîncești            | 51,75%   | 17,24% | 34,00% | 12,05% | 24,16% |
| Ialoveni            | 55,30%   | 19,57% | 30,32% | 20,66% | 18,25% |
| Leova               | 51,19%   | 27,89% | 26,43% | 9,19%  | 30,18% |
| Nisporeni           | 59,73%   | 12,53% | 23,54% | 16,30% | 37,84% |
| Ocnița              | 61,74%   | 55,55% | 17,96% | 4,04%  | 19,07% |
| Orhei               | 55,15%   | 16,60% | 26,38% | 16,98% | 22,61% |
| Rezina              | 57,34%   | 31,45% | 32,65% | 9,69%  | 18,96% |
| Rîșcani             | 55,75%   | 37,11% | 20,28% | 7,06%  | 15,36% |
| Sîngerei            | 52,81%   | 30,65% | 27,66% | 7,90%  | 23,66% |
| Soroca              | 55,91%   | 37,91% | 28,31% | 9,48%  | 17,02% |
| Strășeni            | 52,66%   | 24,05% | 26,13% | 22,26% | 13,95% |
| Șoldănești          | 58,82%   | 31,50% | 30,95% | 12,78% | 19,36% |
| Ștefan Vodă         | 54,02%   | 27,48% | 25,79% | 14,21% | 21,19% |
| Taraclia            | 56,57%   | 59,16% | 11,64% | —      | 14,01% |
| Telenești           | 59,52%   | 12,27% | 39,85% | 13,86% | 30,46% |
| Ungheni             | 51,58%   | 37,62% | 28,87% | 10,21% | 15,37% |
| Total               | 54,70%   | 36,86% | 22,62% | 16,19% | 15,41% |

Harta prezenței la vot pe raion
Rezultatele pentru Partidul Comuniștilor din Republica Moldova pe raion:      60–70%     50–60%     40–50%     30–40%     20–30%     10–20%
Rezultatele pentru Partidul Liberal Democrat din Moldova pe raion:      30–40%     20–30%     10–20%
Rezultatele pentru Partidul Liberal pe raion:      30–40%     20–30%     10–20%     0–10%
Rezultatele pentru Partidul Democrat din Moldova pe raion:      30–40%     20–30%     10–20%     0–10%